# Jan Kanty Gumowski

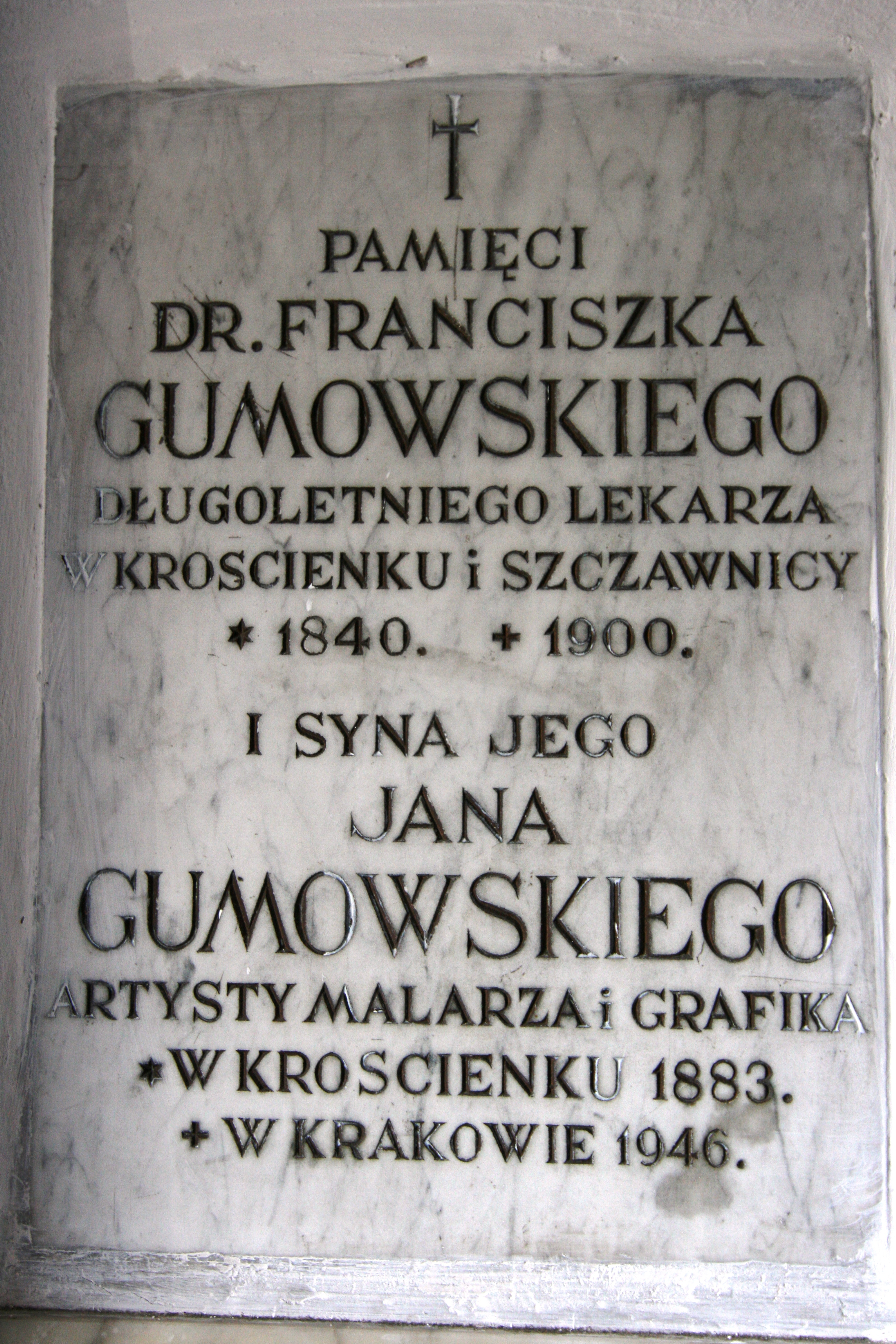
Tablica poświęcona Franciszkowi i Janowi Gumowskim w Kościele Wszystkich Świętych w Krościenku nad Dunajcem

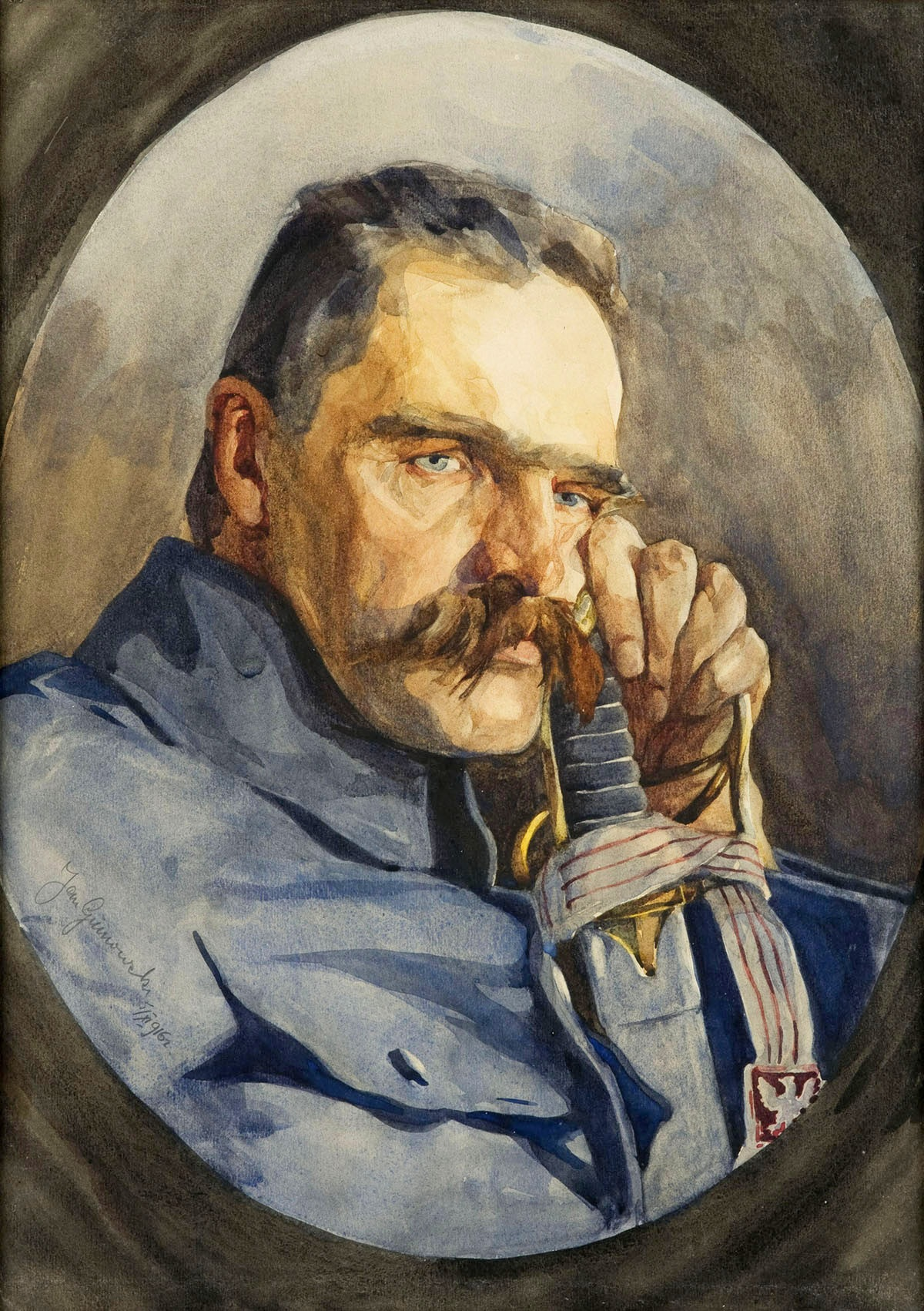
Portret Józefa Piłsudskiego z 1916 roku. Muzeum Narodowe w Krakowie

Jan Kanty Gumowski (ur. 20 października 1883 w Krościenku nad Dunajcem, zm. 6 listopada 1946 w Krakowie) – polski malarz, grafik i rysownik.

## Życiorys
Urodził się w rodzinie lekarza Franciszka Gumowskiego i Józefy ze Stehrów, brat Mariana – historyka i numizmatyka. Po ukończeniu gimnazjum,  w Krakowie przez dwa lata uczył się w Wyższej Szkole Przemysłowej. W 1902 rozpoczął studia w Szkole Sztuk Pięknych, gdzie pod kierunkiem Józefa Mehoffera wypracował charakterystyczny sposób rysowania. Wybitne osiągnięcia podczas nauki zostały docenione przyznaniem srebrnego medalu w 1905 i nagrodzeniem rysunków wieczornych w 1906 i 1907. Równolegle do studiowania Jan Kanty Gumowski pracował w krakowskim Muzeum Narodowym i Archiwum Akt Dawnych, gdzie przeprowadzał inwentaryzację zabytków. M.in. był zaangażowany w prace rekonstrukcyjne przy insygniach królewskich. Po ukończeniu studiów na krótko wyjechał do Warszawy, gdzie znalazł zatrudnienie w pracowni witraży F.Białkowskiego. Po spowodowanym kłopotami finansowymi powrocie do Krakowa podjął pracę nauczyciela rysunku w Państwowej Szkole Przemysłowej. Kontynuował też naukę pod kierunkiem Konstantego Laszczki. Dzięki stypendium, które rodzina Czartoryskich przyznała w konkursie Towarzystwa Przyjaciół Sztuk Pięknych wyjechał w 1911 na roczne studia do Florencji, a następnie do Monachium i Paryża. Powrócił w 1914 do Krakowa, wtedy też stał się członkiem Strzelca, gdzie przyjął pseudonim Rolicz. Po wybuchu I wojny światowej wstąpił do Legionów Polskich, wchodził w skład I Brygady. Początkowo był podoficerem żandarmerii, a następnie wachmistrzem. Walczył w bitwie pod Kostiuchnówką i podczas potyczki pod Jeziomą, w 1917 uzyskał stopień chorążego w 2 pułku piechoty pod dowództwem Michała Żymierskiego. Jesienią 1917 wszedł w skład Centrum Odbudowy Galicji, gdzie został referentem ds. architektury. W 1918 stanowił część załogi pociągu pancernego „Piłsudczyk”, a w późniejszym czasie walczył w grupie operacyjnej dowodzonej przez generała Aleksandra Karnickiego. Od lipca 1920 był zaszeregowany do 13 pułku Ułanów Wileńskich, potem, w stopniu rotmistrza, do 22 pułku Ułanów. Ze służby wojskowej wyniósł odznaczenia: „Za wierną służbę”, „Gwiazda Przemyśla”, „Pancerny Piłsudczyk” i „Krzyż Niepodległości” (w 1937 r.). Po odejściu z wojska osiadł w Krakowie. Podczas II wojny światowej, w kwietniu 1942 został aresztowany i uwięziony w KL Auschwitz, skąd po dwóch tygodniach uwolniono go dzięki interwencji u wysokiego rangą hitlerowca, którego Jan Kanty Gumowski znał z czasów studiów w Monachium. Wkrótce okazało się, że jest śmiertelnie chory, zmarł 6 listopada 1946 i spoczął w grobowcu zaprzyjaźnionej z nim rodziny Malinowskich na cmentarzu Rakowickim.

## Twórczość
Tworzył stosując malarstwo olejne, akwarelę, szkice ołówkiem, piórkiem i technikę litografii, pastele. Najbardziej znaną częścią jego twórczości są teki litograficzne o tematyce architektonicznej. Ponadto malował pejzaże, portrety i sceny rodzajowe o tematyce wojskowej. Mniej znana, choć bardzo obszerna jest twórczość Jana Gumowskiego w zakresie rysunkowych rekonstrukcji historycznych zabytków architektury polskiej: miast, warowni, zamków.

## Ważniejsze dzieła[6]
- Projekty witraży, m.in. dla kościoła Matki Bożej Pocieszenia w Żyrardowie Kościół Matki Bożej Pocieszenia w Żyrardowie, ok. r. 1909[7],

- Obraz olejny Zwiastun (160 × 200 cm) – I nagroda w konkursie Towarzystwa Przyjaciół Sztuki w Krakowie, 1912 r.,
- Zygmunt III Waza, olejna (187 × 115 cm) kopia historycznego portretu z galerii Pittich we Florencji, 1913 r.,

- Teki litografii o tematyce architektonicznej[8]:
  1. Motywa Architektury Swojskiej, 1913 r. (15 plansz jednobarwnych),
  2. Motywy Architektury Polskiej, Zeszyt 2, 1917 r. (15 plansz jednobarwnych),
  3. Lublin, 1918 r. (15 plansz: 9 jednobarwnych i 6 barwnych),
  4. Jasna Góra, 1926 r. (14 plansz: 8 jednobarwnych i 6 barwnych),
  5. Widoki Krakowa, 1926 (12 plansz jednobarwnych),
  6. Gdańsk, 1928 (20 plansz jednobarwnych),
  7. Kraków Jana Gumowskiego, 1929 r. (6 litografii barwnych),
  8. Krynica, 1930 r. (10 plansz barwnych).

- Liczny cykl (kilkudziesięciu) portretów legionowych towarzyszy broni z lat 1915/16,
- Znany akwarelowy portret Komendanta z 1916 r.,
- Rekonstrukcyjny widok ogólny Krakowa z poł. XVII w., opracowany i wykonany w latach 1930–1933 (piórko 80 × 150 cm)[9],
- Cykl poświęcony XVII-wiecznej Warszawie, 11 rysunków, 1936/37 r.
- Cykl rekonstrukcji polskich zamków z okresu przed najazdem szwedzkim, blisko 100 rysunków z lat 1935–1939,
- Cykl rekonstrukcji krakowskich murów obronnych 14 rysunków ołówkowych (1940/41 r.)
- Cykl rekonstrukcji krakowskich murów obronnych 10 rysunków w wersji piórkowej (1944 r.),

## Życie prywatne
W 1908 ożenił się z Teklą Kwiek, mieli trzy córki: Janinę, Halusię i Barbarę.